# Yoho-Nationalpark
Der Yoho-Nationalpark (englisch Yoho National Park of Canada, französisch Parc national du Canada Yoho) ist ein 1310 km² großer kanadischer Nationalpark in der Provinz British Columbia am Hauptkamm der Rocky Mountains. Er gehört seit 1984 zusammen mit dem Banff-Nationalpark, dem Jasper-Nationalpark und dem Kootenay-Nationalpark sowie seit 1990 zusätzlich mit den Provincial Parks Mount Assiniboine, Mount Robson und Hamber als Teil der Canadian Rocky Mountain Parks zum Weltnaturerbe der UNESCO. Bei dem Park handelt es sich um ein Schutzgebiet der IUCN-Kategorie II (Nationalpark).

## Geographie
Der Park liegt im Hochgebirge der Rocky Mountains und grenzt im Osten an den Banff-Nationalpark und im Süden an den Kootenay-Nationalpark. Quer durch den Park führen eine Bahnstrecke der Canadian Pacific Railway sowie der Trans-Canada Highway, der von Golden über den Kicking Horse Pass nach Lake Louise führt. Einzige Gemeinde im Park ist Field mit rund 230 Einwohnern. Der höchste Berg im Park ist der 3567 m hohe Mount Goodsir, daneben liegen 27 weitere Berge mit einer Höhe von über 3000 Metern im Parkgebiet. Zahlreiche Berge sind vergletschert, die größten Gletscher sind das Waputik-Icefield und das Wapta-Icefield im Norden des Parks. Im Park liegen mehrere Bergseen, die bekanntesten sind der Lake O’Hara und der Emerald Lake, sowie zahlreiche Wasserfälle. Die Takakkaw Falls sind mit einer Höhe von 254 Metern die dritthöchsten Wasserfälle Kanadas.

## Geologie
Die Berge im Park gehören zur westlichen der drei Hauptketten der Rocky Mountains. Während der Gebirgsbildung wurden die Berge weniger aufgefaltet, sondern in Blöcken angehoben. Durch eingeschlossenen Quarzit sind die Kalk- und Sandsteinberge widerstandsfähiger gegen die Erosion durch Vergletscherung und haben ein schroffes Aussehen erhalten. Nordöstlich von Field, zwischen den Bergen Mount Field und Mount Wapta, liegt die Formation des Burgess-Schiefers, eine der bedeutendsten Fossillagerstätten aus der Zeit des mittleren Kambriums. Im Burgess-Schiefer wurden Fossilien von über 120 verschiedenen Meerestieren aus der Zeit vor 515 Millionen Jahren gefunden. Diese Fossilienfundstätte von internationaler Bedeutung hat erheblich dazu beigetragen, dass der Yoho-Nationalpark zum Weltnaturerbe gezählt wird.

## Klima
Im Park herrscht ein raues lokales Bergklima. Der Park liegt auf der westlichen Seite der kontinentalen Wasserscheide und erhält mehr Niederschlag als die weiter östlich gelegenen Gebiete der Rocky Mountains. In Field werden jährlich durchschnittlich 314 Millimeter Niederschlag als Regen und 332 Zentimeter Schneefall gemessen. Die Durchschnittstemperatur im Sommer beträgt 12,5 °C, die Höchsttemperaturen liegen bei 20 °C, ab 1500 Metern Höhe ist Frost und Schneefall im Sommer jedoch nicht ungewöhnlich. Die Tiefsttemperaturen im Winter liegen bei −15 °C.

## Flora und Fauna
Die Tier- und Pflanzenwelt im Yoho-Nationalpark unterscheidet sich nicht wesentlich von der in Banff oder Jasper. An den tiefsten Stellen im Park wächst, wie im Mount Revelstoke oder Glacier-Nationalpark noch stellenweise der Regenwald der gemäßigten Breiten mit Westamerikanischen Hemlocktannen, Riesen-Lebensbäumen und Igelkraftwurzen, doch sonst bestehen die Wälder in den Tälern und unteren Berghängen im Park aus Engelmann-Fichten und Felsengebirgstannen. Am Lake O’Hara und anderen Stellen geht der Wald in subalpine Bergwiesen mit Gruppen von Felsengebirgslärchen über. Häufig sind die Nadelwälder durch abgehende Lawinen nur buschförmig gewachsen, dann sind sie mit Beerensträuchern und Wildblumen durchsetzt.
Von den großen Säugetieren kommen Schneeziegen am häufigsten im Park vor. Daneben gibt es Dickhornschafe, Elche, Maultierhirsche und Wapitis im Parkgebiet. In den Wäldern am Lake O’Hara leben die meisten Grizzlybären im Park. Wegen zu hoher Bärenaktivität werden im Sommer häufig Wanderwege gesperrt. Am Hoodoo Campground sieht man häufig Schwarzbären, im nahen Moor an der Deerlodge Cabin gibt es große Biberdämme.

## Geschichte
Obwohl das Gelände für den Eisenbahnbau sehr schwierig war, entschied sich die Eisenbahngesellschaft, die erste transkontinentale Bahnlinie über den Kicking-Horse-Pass zu bauen. Aus Zeit- und Kostengründen wurde die Bahntrasse 1884 in möglichst gerader Linie verlegt, dadurch wies die Strecke von Field zum Pass eine durchschnittliche Steigung von 4,5 % auf, viermal so hoch wie damals empfohlen wurde. Der Betrieb dieser steilen Strecke war durch Zusatzlokomotiven kostenintensiv, gefährlich und führte zu vielen Unfällen. Deshalb wurde zu Beginn des 20. Jahrhunderts mit dem Bau zweier Kehrtunnel, der sogenannten Spiral Tunnels, begonnen, die 1909 fertiggestellt wurden und die durchschnittliche Steigung der Strecke auf 2,2 % reduzierten. Obwohl die Berge für die Eisenbahn ein erhebliches Hindernis darstellten, erkannte die Bahngesellschaft das touristische Potential der Landschaft. Um die Landschaft zu schützen und den Tourismus zu fördern, wurde der Park 1886 gleichzeitig mit dem westlich gelegenen Glacier-Nationalpark als Mount Stephen Dominion Reserve gegründet. 1901 wurde der Park in Yoho umbenannt, ein Wort aus der Cree-Sprache, das als Ausdruck des Staunens oder der Bewunderung gilt.
Zu Beginn und in der ersten Hälfte des 20. Jahrhunderts boomte der Eisenbahntourismus in den kanadischen Rocky Mountains. Die Canadian Pacific Railroad baute Wege zu den Sehenswürdigkeiten im Park und errichtete mehrere Gästehäuser und Einrichtungen im Park, so 1902 die Emerald Lodge, 1904 die Deerlodge Cabin, 1908 das Twin Falls Tea House oder 1926 die Lake O’Hara Lodge.
1962 wurde der Trans-Canada-Highway eröffnet, der ebenfalls mitten durch den Park führt und beim Anstieg zum Kicking-Horse-Pass der alten Bahntrasse folgt, die nach der Eröffnung der Spiral Tunnels aufgegeben wurde. Das Gelände ist immer noch im Besitz der Canadian Pacific Railroad, so dass der Staat Lizenzgebühren an die Bahngesellschaft zahlen muss. Diese sollen aber für den vierspurigen Ausbau des Highways verwandt werden.
Wegen seiner historischen Bedeutung beim Bau der transkontinentalen Eisenbahn wurde der Kicking-Horse-Pass einschließlich der Spiral Tunnels 1971 zur National Historic Site erklärt. Der Burgess-Schiefer wurde 1981 als Weltnaturerbe ausgezeichnet. 1984 wurde das Weltnaturerbe um die Nationalparks Yoho, Kootenay, Banff und Jasper in den kanadischen Rocky Mountains und 1990 um die angrenzenden Provincial Parks Mount Assiniboine, Mount Robson und Hamber erweitert.
Seit 1985 wird der Nationalpark durch einen Förderverein, die Friends of Yoho Society, unterstützt.

## Touristische Einrichtungen
In der innerhalb des Parks gelegenen Ortschaft Field befindet sich das Besucherzentrum des Parks. Im Parkgebiet liegen zwei Lodges, die Lake O’Hara Lodge und die Emerald Lake Lodge. Die vier Campingplätze im Park verfügen über insgesamt 197 Plätze für Zelte und teilweise auch Wohnmobile. Hinzu kommen noch die sogenannten Backcountry-Campingplätze die über den Park verstreut sind und grundsätzlich nur für Wanderer zu erreichen sind. Durch den Park verlaufen mehr als 400 Kilometer Wanderwege. Die wichtigsten Natursehenswürdigkeiten im Park sind
- Die Wapta Falls, ein 30 Meter hoher und 100 Meter breiter Wasserfall des Kicking Horse River. Unweit der Fälle wurde 1858 der Entdecker James Hector von seinem Pferd getreten. Nach diesem Zwischenfall wurde der Fluss und später der Pass genannt.
- Am Hoodoo Creek Campground befinden sich die eindrucksvollsten Hoodoos im Parkgebiet. Die Hoodoos sind Erdpyramiden aus Gletschertuff, die von flachen Steinen bedeckt und dadurch vor Erosion geschützt sind. Auf einem Naturlehrpfad kommt man zur Deerlodge Cabin, die 1904 als erste Aufsichtshütte im Park gebaut wurde.
- Natural Bridge ist ein Bogen, unter dem sich der Kicking Horse River durch eine Kalksteinschicht gefressen hat, so dass eine natürliche Brücke entstanden ist.
- Durch das Amiskwi Valley mit seinen Bergwiesen führt ein 24 Kilometer langer Forstweg, der auch mit dem Mountainbike befahren werden kann, bis zum Amiskwi Pass.
- Der Emerald Lake ist ein von Gletscherwasser gespeister See, der durch darin enthaltenes Gesteinsmehl eine außergewöhnliche Färbung hat und ein beliebtes Wanderziel ist. Am See liegt die historische Emerald Lake Lodge.
- Die Yoho Valley Road führt durch ein 13 Kilometer langes, enges Tal zu den Takakkaw Falls, die mit 254 Metern freiem Fall die dritthöchsten Wasserfälle Kanadas sind. Von den Takakkaw Falls führt ein acht Kilometer langer Fußweg zu den 30 Meter hohen Laughing Falls und weiter zu den Twin Falls, zwei parallele, 180 Meter hohe Wasserfälle. Am Fuß der Twin Falls befindet sich auf 1800 Meter Höhe das Twin Falls Tea House, ein rustikales Holzhaus, das 1908 von der Eisenbahngesellschaft als Berghütte erbaut und 1924 ausgebaut wurde. Seit 1992 ist das Haus als National Historic Site geschützt.
- Der Lower Spiral Tunnel Viewpoint ist ein Aussichtspunkt auf den unteren der berühmten Spiral Tunnel sowie auf das Yoho Valley und den Yoho Glacier. Informationstafeln erläutern die Funktion der Tunnel.
- Der Bergsee Lake O’Hara ist ein beliebtes Ausflugs- und Wanderziel. An seinem Ufer befindet sich die historische Lake O’Hara Lodge. An der Lodge beginnt ein gut ausgebautes Netz von Wanderwegen. Der See ist zu Fuß oder mit Shuttlebussen erreichbar.

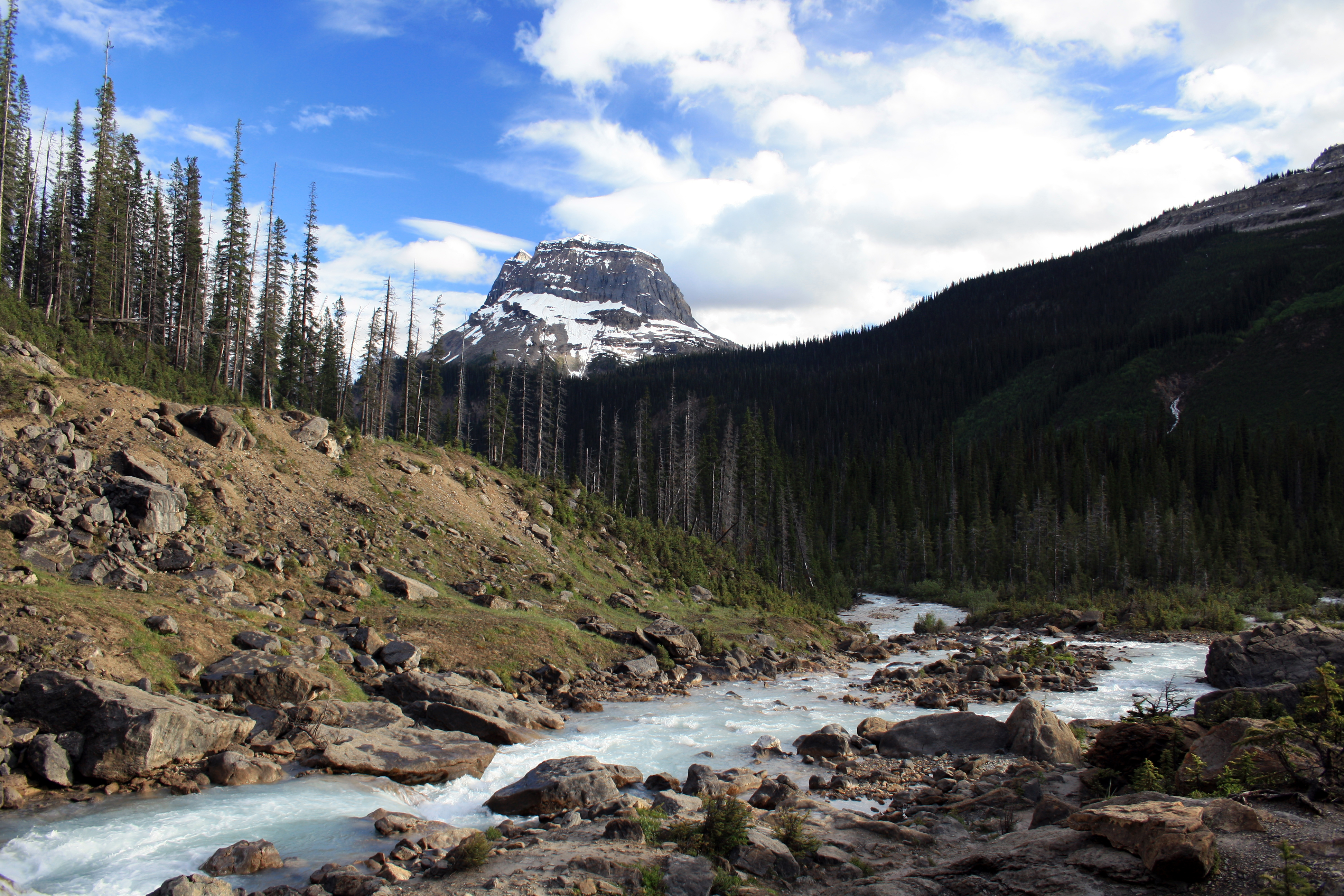
The President
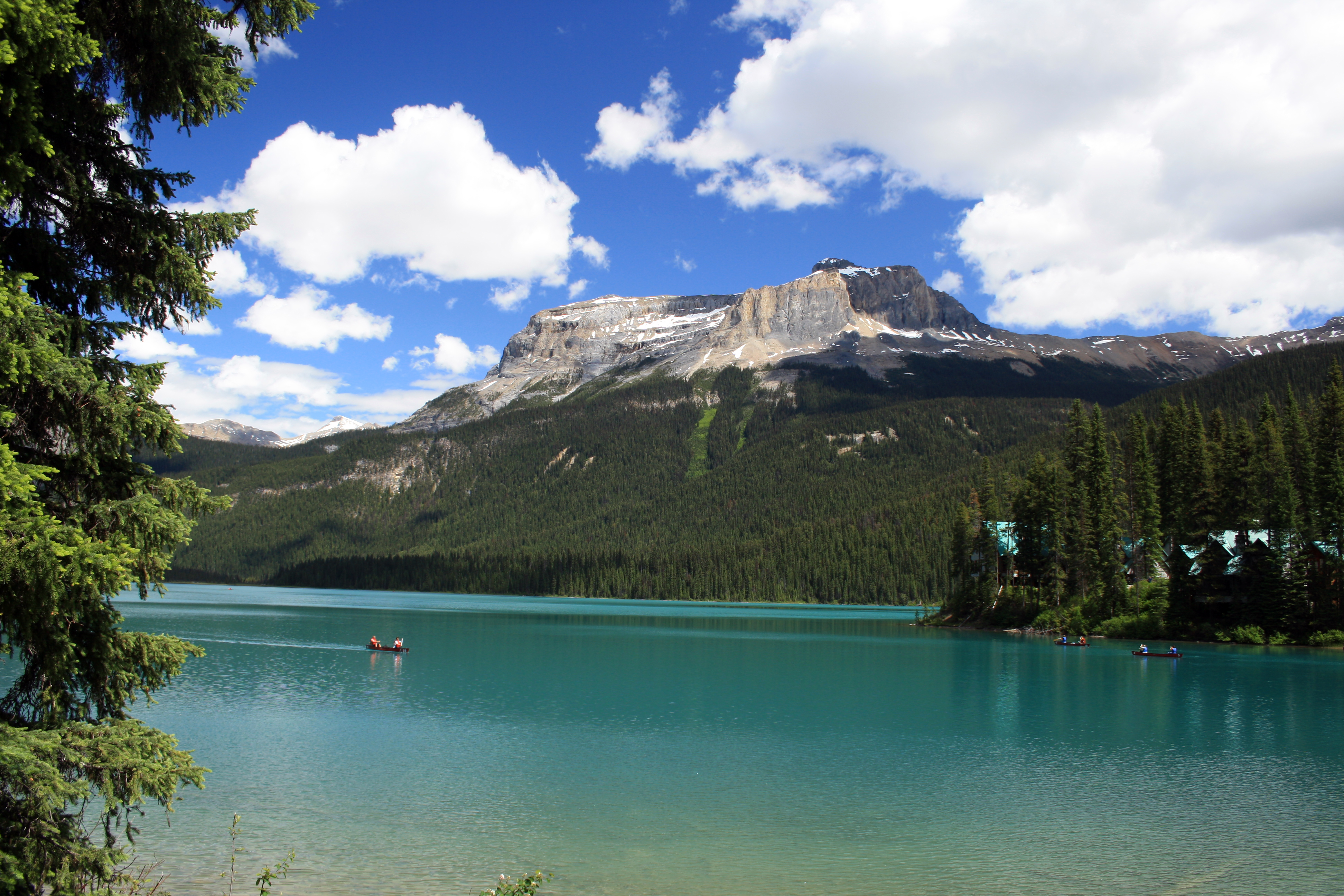
Emerald Lake
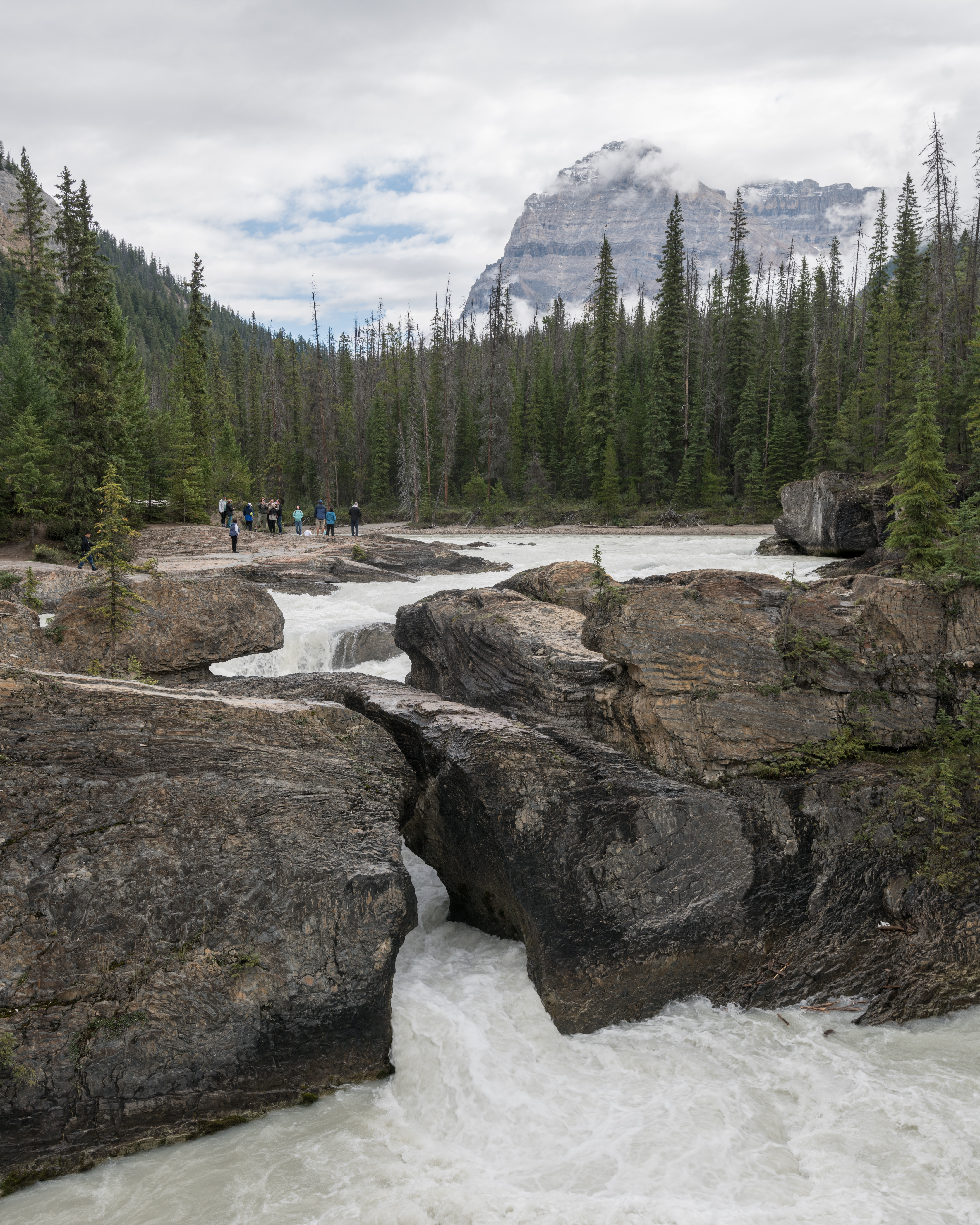
Natural Bridge
- Natural Bridge